# William Steinberg
William Steinberg, all'anagrafe Hans Wilhelm (Colonia, 1º agosto 1899 – New York, 16 maggio 1978), è stato un direttore d'orchestra tedesco naturalizzato statunitense.

## Biografia
Diplomatosi al Conservatorio di Colonia in contrappunto, pianoforte e direzione d'orchestra, assistente di Otto Klemperer all'Opera di Colonia, diresse i complessi artistici di Praga dal 1925 e dal 1929 quelli di Francoforte.
Lasciò la Germania nazista nel 1936, per il Mandato britannico della Palestina, ora Israele, in quanto il nazismo lo aveva allontanato dal suo incarico all'Opera di Francoforte nel 1933 e aveva vietato agli Ebrei di suonare in tutte le orchestre del paese. Con il fondatore Bronisław Huberman, divenne direttore principale  dell'Orchestra Sinfonica di Palestina, che in seguito divenne l'Orchestra filarmonica d'Israele; stava appunto conducendo l'Orchestra quando Arturo Toscanini lo incontrò: era il 1936. Toscanini lo volle come assistente per la preparazione dei suoi programmi alla NBC Symphony Orchestra (1937).
Nel 1938 partì per gli Stati Uniti, dove fu molto apprezzato per la vastità del suo repertorio e la serietà delle sue presentazioni, nonché per il suo gusto artistico durante l'attività di direttore dell'Orchestra Filarmonica di Buffalo dal 1945 al 1952 e dell'Orchestra Sinfonica di Pittsburgh dal 1952 al 1976; dal 1958 al 1960 fu direttore della London Philharmonic Orchestra.
Dal 1969 al 1972 è stato direttore musicale della Boston Symphony Orchestra, con la quale aveva in
precedenza ottenuto un grande successo in qualità di direttore ospite. È stato anche direttore ospite principale della New York Philharmonic tra il 1966 e il 1968.
Ha condotto la maggior parte delle principali orchestre degli Stati Uniti,
comprese la Chicago Symphony Orchestra, l'Orchestra di Cleveland, la Los Angeles Philharmonic, la San Francisco Symphony e l'Orchestra di Filadelfia.
All'estero ha condotto:
- la Bavarian Radio Orchestra,
- la Berlin Philharmonic,
- la Montreal Symphony,
- e la WDR Symphony di Colonia.

Ha inciso per la Capitol Records, la Classics Command, la Deutsche Grammophon, la Records Everest.
Musicraft con la Filarmonia di Buffalo, la prima registrazione della Sinfonia n. 7 di Šostakovič.
A Steinberg è stata assegnata una stella sulla Hollywood Walk of Fame.
È stato anche membro del Phi Mu Alpha Sinfonia (la fraternità nazionale per gli uomini della musica).
Durante la sua carriera è stato molto apprezzato per lo stile semplice ma espressivo, per la sua familiarità e al contempo integrità e autorità per il suo suono fresco e vitale.
Per i suoi modi sul podio è stato un modello di moderazione; un giorno facendo riferimento ai suoi colleghi più acrobatici disse: «Quanto più si muovono, più tranquillità ricevo».
Ha una vasta gamma di repertorio, tra cui una particolare simpatia per la musica inglese di Elgar e Vaughan Williams. Ha condotto numerose prime esecuzioni, tra cui la prima di Anton Webern, Sei pezzi per Orchestra, Op. 6 negli Stati Uniti.
Durante la sua stagione a Pittsburgh, ha condotto opere di Bartók, Bloch, Britten, Copland, Harris, Honneger, Schumann, Stravinskij, Villa Lobos.
Anche se a volte è stato criticato per l'insolita programmazione, è stato invece apprezzato per alcune opere meno note, tra cui la Sinfonia Manfred di Pëtr Il'ič Čajkovskij, le Variazioni di Reger su un tema di Mozart, e la sua trascrizione per orchestra del Quartetto per archi di Giuseppe Verdi.

## Curiosità
Possedeva un umorismo beffardo: a un intervistatore che gli raccontava di aver sentito dire che il
conduttore non si curava di rilasciare interviste, Steinberg rispose che andava bene ammesso che l'argomento gli interessasse, «per esempio: me stesso».

## Composizioni
- Scrisse il poema sinfonico Metamorphosen (1912).

## Discografia
Registrazioni con la Boston Symphony Orchestra RCA Victor
- 1970 Anton Bruckner: Sinfonia n. 6
- 1970 Paul Dukas: L'apprendista stregone
- 1970 Camille Saint-Saens: Danse Macabre con Joseph Silverstein, violino
- 1970 Franz Schubert: Sinfonia n. 9, D 944 La Grande
- 1970 Richard Strauss: Till Eulenspiegel's Merry Pranks, op. 28

Registrazioni con la Boston Symphony Orchestra DGG
- 1971 Paul Hindemith: Concerto di musica per archi e ottoni
- 1971 Paul Hindemith: Mathis der Maler
- 1971 Gustav Holst: The Planets
- 1971 Richard Strauss: Also sprach Zarathustra, op. 30